# Истомин, Пётр Анисимович
Пётр Анисимович Истомин (1891, Усть-Ухта — 19 мая 1919) — первый коми лётчик. В честь него назван аэропорт в Сыктывкаре.

## Биография
После окончания четырёх классов церковно-приходской школы ушёл в тайгу промышлять зверя, а через год устроился на нефтяные промыслы.
Осенью 1912 года призван в армию. Дошёл пешком больше тысячи километров до Архангельска, откуда его направили в Кронштадтскую школу трюмных машинистов, а затем на крейсер «Витязь». В 1914 году в крупном сражении на Балтике против германского флота Истомин участвовал уже как командир башенных орудий. Позже он вернулся в Кронштадт, где окончил военную школу бортмехаников воздушных аппаратов.
В июле 1917 года вступил в партию большевиков. В сентябре 1917 с авиабазы в Ревеле Пётр Истомин полетел на разведку в тыл к немецким войскам. В момент возвращения у гидроплана кончилось горючее, лётчик чудом спасся, спланировав на крону деревьев. Он добрался пешком до Ревеля, где доложил командованию, что немцы готовят наступление.
Воздушная эскадрилья, в которой служил Истомин, воевала против войск Колчака. Лётчики вели разведку, разбрасывали листовки, подавляли бомбами и пулемётами огневые точки противника.
19 мая 1919 года самолёт Истомина попал под огонь противника и приземлился в озеро. Самолёт ушёл под воду, Петр Истомин пытался доплыть до берега, но его подобрал белогвардейский катер. После пыток красного лётчика расстреляли.
«Я матрос Балтийского флота, и знамя пролетарской революции для меня свято» — это были последние слова первого лётчика Коми края.

## Память
- В селе Усть-Ухта Сосногорского района, где родился Петр Истомин, установлена памятная доска.
- В честь Петра Истомина был назван аэропорт в Сыктывкаре[4].